# Joseph Forshaw
Joseph Forshaw (ur. 13 maja 1881 w Saint Louis, zm. 26 listopada 1964 tamże) – amerykański lekkoatleta (długodystansowiec), medalista olimpijski z 1908.
Specjalizował się w biegu maratońskim. Po raz pierwszy przebiegł ten dystans w 1905 w St. Louis, odnosząc zwycięstwo. Wystąpił w tej konkurencji na igrzyskach międzyolimpijskich w 1906 w Atenach, gdzie zajął 12. miejsce.
Swój największy sukces odniósł na igrzyskach olimpijskich w 1908 w Londynie, gdzie zdobył brązowy medal w maratonie, za swym rodakiem Johnnym Hayesem i Charlesem Hefferonem ze Związku Południowej Afryki.
Zajął 10. miejsce w tej konkurencji na igrzyskach olimpijskich w 1912 w Sztokholmie.